# Bembecia oxytropidis
Bembecia oxytropidis is een vlinder uit de familie wespvlinders (Sesiidae), onderfamilie Sesiinae.
Bembecia oxytropidis is voor het eerst wetenschappelijk beschreven door Špatenka & Lingenhöle in 2002. De soort komt voor in het Palearctisch gebied.